# Philometra lateolabracis
Philometra lateolabracis is een rondwormensoort uit de familie van de Philometridae. De wetenschappelijke naam van de soort is voor het eerst geldig gepubliceerd in 1935 door Yamaguti.